# Río Quarteira
El río Quarteira (en portugués, ribeira de Quarteira) es un río del suroeste de la península ibérica que transcurre íntegramente por el Algarve (Portugal).

## Curso
El Quarteira nace por la confluencia de dos ríos afluentes al norte de la localidad de Paderne: el río Alte y el río Algibre.
Tras pasar Paderne, el río serpentea en un gran bucle alrededor de una colina que está coronada por los restos del castillo de Paderne. Debajo del castillo se encuentran los restos de dos molinos de agua. El primero es para los Acudes do Castelo que se encuentra en el valle noroeste debajo del castillo y el segundo molino de agua se llama Alfarrobeiro y está al sur del castillo. Junto a este molino de agua se encuentra un puente construido por los romanos. El puente romano se encuentra en el recodo rocoso de la península y fue de importancia estratégica para los romanos, ya que controlaba la antigua vía romana Via Lusitanorum. Tras 28,7 km de recorrido, desemboca en Quarteira, en la marina de Vilamoura.

## Fuente
- Esta obra contiene una traducción  derivada de «Quarteira River» de Wikipedia en inglés, publicada por sus editores bajo la Licencia de documentación libre de GNU y la Licencia Creative Commons Atribución-CompartirIgual 4.0 Internacional.